# Акісімо
«Акісімо» (Akishimo, яп. 秋霜) — ескадрений міноносець Імперського флоту Японії типу «Югумо», який брав участь у Другій світовій війні.

## Історія створення
Корабель був закладений 3 травня 1943 року на верфі «Фуджінагата» в Осаці. Спущений на воду 5 грудня 1943 року, вступив у стрій 11 березня 1944ж року.

## Історія служби
Два місяці після завершення «Акісімо» провів у водах Японського архіпелагу. Нарешті 11—16 травня 1944-го він та шість інших есмінців ескортували з Японії до Таві-Таві (у філіппінському архіпелазі Сулу поряд з нафтовидобувними районами острова Борнео) загін із 3 авіаносців, 3 легких авіаносців і 1 лінкора (японське командування готувалось до ворожої атаки на головний оборонний периметр імперії, який проходив через Маріанські острови, Палау та захід Нової Гвінеї, до того ж через дії американських підводних човнів на комунікаціях видавалось доцільним тримати флот ближче до районів видобутку нафти). 23—25 травня «Акісімо» супроводив танкерний конвой з Таві-Таві до Давао (південне узбережжя філіппінського острова Мінданао), після чого кілька тижнів ніс тут патрульно-ескортну службу.
12 червня 1944-го американці розпочали операцію з оволодіння Маріанськими островами і наступної доби японський флот вийшов з Таві-Таві для контратаки. Під час битви у Філіппінському морі 19—20 червня «Акісімо» разом з іншими 8 есмінцями становив охорону «загону В», основна сила якого — 2 авіаносці та легкий авіаносець. У битві японці зазнали важкої поразки й за кілька діб «Акісімо» прибув до Японії.
1 липня 1944-го «Акісімо» та ще один есмінець вийшли з Куре для супроводу 2 важких крейсерів, які доставили війська та припаси до Маніли і Замбоанги (західне завершення Мінданао), а 12 липня прибули до Сінгапура. Наступні 3 місяці «Акісімо» провів у районі Сінгапура, при цьому з 15 серпня він належав до 2-ї дивізії ескадрених міноносців.
14 жовтня 1944-го «Акісімо» та ще один есмінець вийшли із Сінгапура в Манілу з завданням евакуювати штаб 33-ї армії до в'єтнамського Сайгону (зараз Хошимін). Втім, після початку 17 жовтня операції союзників на Філіппінах есмінці (які вже були на підході до Маніли) відкликали до Брунею, де 20 жовтня вони приєднались до основних сил. Невдовзі останні рушили далі, при цьому розділились на дві частини. «Акісімо» увійшов до ескорту головних сил адмірала Куріти, які мали прямувати через північну частину внутрішніх морів Філіппін. Ще на шляху туди біля західного узбережжя острова Палаван американські підводні човни 23 жовтня потопили 2 та пошкодили 1 важкий крейсер. «Акісімо» зняв понад сім сотень моряків з крейсера «Мая» та передав їх на лінкор «Мусаші». 24 жовтня з'єднання пройшло через море Сібуян (внутрішня частина Філіппінського архіпелагу на південь від острова Лусон) під потужними ударами американської авіації, при цьому Акісісмо допомагав пошкодженому важкому крейсеру «Мьоко» та перемістив адмірала з нього на інший важкий крейсер «Хагуро».
Далі сили Куріти вийшли у Філіппінське море та 25 жовтня 1944-го провели бій біля острова Самар з групою ескортних авіаносців. Під час останнього «Акісімо» не був уражений ворогом, проте зазнав незначних пошкоджень при зіткненні з есмінцем «Сімакадзе». У другій половині дня «Акісімо» призначили допомагати пошкодженому есмінцю «Хаясімо», який втратив хід. Відповідно до наказу «Акісімо» мав за необхідності зняти з нього екіпаж, проте «Хаясімо» вдалось розпочати рух малим ходом і есмінці рушили наздогін за головними силами, що відступали тим же шляхом, які прибули. Ввечері 25 жовтня вони встигли увійти до протоки Сан-Бернардіно, перш ніж сюди прибули ворожі надводні кораблі. Вранці 26 жовтня 1944-го «Акісімо» дістав наказ рухатись для допомоги пошкодженому легкому крейсеру «Носіро». Останній у підсумку був добитий авіацією, при цьому «Акісімо» прийняв понад три сотні моряків із екіпажу крейсера (цієї ж доби «Хаясімо», який через нестачу палива посадили на мілину, також був втрачений, причому при спробі допомогти йому загинули ще 2 есмінці). 29 жовтня «Акісімо» прибув до Брунею.
4 листопада 1944-го «Акісімо» прибув до Маніли, де його невдовзі залучили до транспортної операції TA, метою якої була доставка підкріплень на острів Лейте (саме тут висадився перший десант союзників на Філіппінах) до затоки Ормок. 8 листопада 1944-го «Акісімо» та ще 5 есмінців вирушили з Маніли для супроводу конвою TA № 4. 9 листопада у затоці Ормок ворожі літаки важко пошкодили «Акісімо», який унаслідок прямого влучання бомби втрати носову секцію, загинуло 20 членів екіпажу. Максимальний хід есмінця впав до 16 вузлів, проте він зміг повернутись до Маніли та став на ремонт на верфі у Кавіте.

### Загибель
Станом на 14 листопада 1944-го «Акісімо» був ошвартований біля пірса Кавіте побіч з есмінцем «Акебоно». Під час чергового нальоту він був уражений бомбою та вибухнув, що призвело до загибелі обох есмінців. У цьому останньому бою загинуло 15 членів екіпажу «Акісімо». Корабель затонув на мілководді, загинуло 48 членів екіпажу.